# تلفزيون سكوير ون
تلفزيون سكوير ون (بالإنجليزية: Square One Television)‏ ، هي برنامج تلفزيوني للأطفال والمراهقين عن الجداول الحسابية، بدأت بثها في التلفزيون الأمريكي بوبليك برودكاستنغ سيرفيس بتاريخ 26 يناير 1987م إلى أن تنتهي الحلقة بتاريخ 6 نوفمبر 1992م. تم تصنيف المسلسل على أنه TV-Y.

## وصلات خارجية
- الموقع الرسمي
- تلفزيون سكوير ون على موقع IMDb (الإنجليزية)
- تلفزيون سكوير ون على موقع قاعدة بيانات الفيلم (الإنجليزية)